# Mehmet Yıldız
Mehmet Yıldız (ur. 14 września 1981 w Yozgacie) – turecki piłkarz występujący na pozycji napastnika. Obecnie jest zawodnikiem Sivassporu.

## Kariera klubowa
Mehmet jest wychowankiem Tigemsporu. W 2000 roku trafił do drugoligowego Sivassporu. Po rozegraniu czterech ligowych spotkań w jego barwach, styczniu 2001 został wypożyczony do trzecioligowego Çarşambasporu. Grał tam do końca sezonu 2000/2001, a potem powrócił do Sivassporu. Spędził tam jeszcze dwa sezony, w ciągu których był podstawowym graczem Sivassporu. W sumie w jego barwach rozegrał 57 ligowych spotkań i zdobył 18 bramek.
W 2003 roku odszedł do innego drugoligowca - Antalyasporu. Grał tam przez rok, a potem przez kolejne pół roku w Türk Telekomspor. W styczniu 2004 roku powrócił do Sivassporu, którego barwy reprezentował już w latach 2000-2003. Na koniec sezonu 2004/2005 zajął z klubem 1. miejsce w lidze i awansował z nim do ekstraklasy. W pierwszej lidze zadebiutował 6 sierpnia 2005 w zremisowanym 1:1 pojedynku z Malatyasporem. 16 października 2005 w wygranym 1:0 spotkaniu z Gençlerbirliği SK Mehmet strzelił pierwszego gola w trakcie gry w ekstraklasie. W styczniu 2006 został wypożyczony do İstanbulsporu. Spędził tam pół roku, a po zakończeniu sezonu 2005/2006 powrócił do Sivassporu. W sezonie 2008/2009 wywalczył z klubem wicemistrzostwo Turcji.

## Kariera reprezentacyjna
W reprezentacji Turcji Mehmet zadebiutował 28 marca 2007 w zremisowanym 2:2 meczu eliminacji Mistrzostw Europy 2008 z Norwegią. Ostatecznie Turcja zakwalifikowała się na Mistrzostwa Europy, jednak Mehmet nie został powołany do kadry na ten turniej.